# Adolfo Zeoli
Adolfo Javier Zeoli Martínez (né le 2 mai 1962 à Montevideo en Uruguay) est un joueur de football international uruguayen, qui évoluait au poste de gardien de but.

## Biographie

### Carrière en club
Au cours de sa carrière en club, il remporte un championnat d'Uruguay, un championnat d'Argentine et un championnat de Bolivie.
Avec le club de Tenerife, il joue 15 matchs en première division espagnole lors de la saison 1989-1990.

### Carrière en sélection
Avec l'équipe d'Uruguay, il joue 14 matchs (pour aucun but inscrit) entre 1988 et 1990. 
Il figure dans le groupe des sélectionnés lors de la Coupe du monde de 1990 organisée en Italie. Il ne joue toutefois pas de match lors de la phase finale de cette compétition.
Il participe également à la Copa América de 1989, où la sélection uruguayenne atteint la finale, en étant battue par le Brésil.

## Palmarès

### Palmarès en club
| Danubio - Championnat d'Uruguay (1) : - Champion : 1988. |  | River Plate - Championnat d'Argentine (1) : - Champion : 1994 (Ouverture). |  | Club Bolívar - Championnat de Bolivie (1) : - Champion : 1994. |

### Palmarès en sélection
Uruguay
- Copa América :
  - Finaliste : 1989.